# Ricky King
Ricky King, geboren als Hans Lingenfelder, (Rastatt, 12 maart 1946) is een Duits gitarist.

## Jeugd
Lingenfelder leerde het gitaarspelen autodidactisch. Na beëindiging van zijn schoolopleiding volgde hij een opleiding radio- en televisietechniek. Naast zijn werk studeerde hij muziek aan de muziekhogeschool in Karlsruhe en slaagde hij in 1971 als muziekpedagoog. Sinds 1960 speelde hij bij verscheidene plaatselijke bands en vanaf 1973 was King lid van de band Hit Kids. Ook werkte hij als studiomuzikant voor Duitse schlagerartiesten zoals Paola, Roberto Blanco en Costa Cordalis.

## Carrière
Zijn carrière als soloartiest begon Lingenfelder in 1976 eerst onder de artiestennaam Cliff King, die hij echter om juridische redenen veranderde in Ricky King. Zijn eerste titel was het instrumentale nummer Verde, dat oorspronkelijk de beginmelodie van de Italiaanse tv-documentaire Quaranta giorni di libertà was over de partizanenrepubliek Ossola. De auteurs waren Guido en Maurizio De Angelis, die als Oliver Onions en door de muziek voor de Bud Spencer & Terence Hill-films bekend waren geworden. De song bereikte de 3e plaats in Duitsland, de 4e plaats in Oostenrijk en de toppositie in Zwitserland. In België bereikte de song de 5e plaats en in Nederland de 10e plaats. Zijn debuutalbum Ricky King Plays Fantastic Guitar Hits bereikte in Duitsland de 10e plaats. Het succes was voldoende om Roland Kaiser met zijn gezongen versie Frei, das heißt allein het eerste verkoopsucces te beurt te laten vallen en de 14e plaats op te eisen in de Duitse singlehitlijst.
Als tweede nummer voor een single-publicatie koos King een Spaanse gitaarmelodie uit de 19e eeuw, die bekend staat als Romanza of Romance Anónimo en populair werd in 1952 door de Franse film Jeux interdits. Onder de titel Le rêve bereikte de single in de Duitstalige landen de top 10. De gezongen versie Liebe auf Zeit van Bernhard Brink bereikte de 13e plaats. Met verdere singles was hij daarna niet zo succesvol en Mare en Maria Elena kwamen net nog onder de top 50. Derhalve waren in de uitgaande jaren 1970 de albums van Ricky King des te succesvoller. Het album 20 Welthits im Gitarrensound bereikte de 2e plaats in Duitsland en bereikte de platinastatus. Het gouden album Zauber der Gitarre kwam ook in Oostenrijk in de top 10.
In 1982 had King met de door Dieter Bohlen en zijn toenmalige vrouw Erika geschreven single Halé, hey Louise met koorbegeleiding een verdere singlehit. Het daarbij behorende album Happy Guitar Dancing bereikte in Duitsland de 3e plaats en de goudstatus. Van 1976 tot 1983 had Ricky King ieder jaar een album in de top 25 van de Duitse albumhitlijst. Midden jaren 1980 verminderde zijn succes.
Kings instrumentale gitaarhits leunden aan aan de stijl van de jaren 1950 en 1960. Zijn voorbeelden zijn Hank B. Marvin (The Shadows), The Ventures en The Spotnicks. Net als Marvin gebruikte King op het podium meestal een Fender Stratocaster. Naast enkele nieuwe composities bevatten de albums van King vooral nieuw gearrangeerde gitaarklassiekers. Kings successen zijn nauw verbonden met de producenten Gerd Küthe en Roland Heck, waarmee samen meer dan 30 albums ontstonden. In totaal werden door King meer dan 6 miljoen geluidsdragers verkocht.

## Privéleven
Sinds 1979 is Lingenfelder een gedoopte Jehova's getuige.

## Onderscheidingen
- 1977: Goldene Europa als instrumentale solist (voor de eerste keer toegekend)
- 1994: Goldene Stimmgabel

## Discografie

### Singles
- 1976:	Verde
- 1976:	Le rêve
- 1977:	Maria Elena
- 1977:	Mare
- 1977: Johnny Guitar
- 1978: Destino
- 1978: Atlanta
- 1978: Argentina
- 1979: Manolito
- 1980: Moonshot
- 1980: Venise
- 1981: Liebestraum
- 1981:	Halé, hey Louise
- 1982:	Ahoi, ay ay Capt'n
- 1982:	Fly with Me to Malibu
- 1983: Teresa (una stella ti darei)
- 1983: Duwaiyana
- 1984: The Jolly Song
- 1984: Donna
- 1984: Rock 'n' Roll Is Back
- 1985: Avalon
- 1986: Agadir
- 1987: La rose noire
- 1994: Laguna romantica

### Albums
- 1976:	Ricky King Plays Fantastic Guitar Hits
- 1976: Romantic Instrumentals (Omega)
- 1977: Mare (Epic Records)
- 1977:	Ricky King Plays Golden Guitar Hits
- 1978:	20 Welthits im Gitarrensound
- 1979:	Zauber der Gitarre
- 1979: Weihnachten im Gitarrenklang – die 20 schönsten Weihnachtslieder (Epic Records)
- 1980:	Electric Guitar Hits
- 1981:	Golden Guitar Symphonies
- 1982:	Lieder gehen um die Welt
- 1982:	Happy Guitar Dancing
- 1983:	Südsee-Träume
- 1986: Traumreise – eine Weltreise im Gitarrensound (Epic Records)
- 1987: Guitar Holiday (Karussell)
- 1987: Verde (Karussell)
- 1988:	La rose noire
- 1988: Leise rieselt der Schnee – die 20 schönsten Weihnachtslieder (Epic Records)
- 1988: Sun of Jamaica (Karussell)
- 1988: Love Me Tender (Karussell)
- 1990: Traumland (Eurostar)
- 1992: Magic Guitar Hits (Epic Records)